# Ernst Zermelo

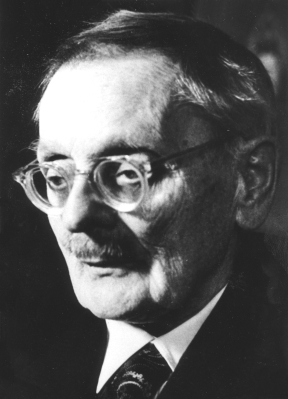
Ernst Zermelo in 1953

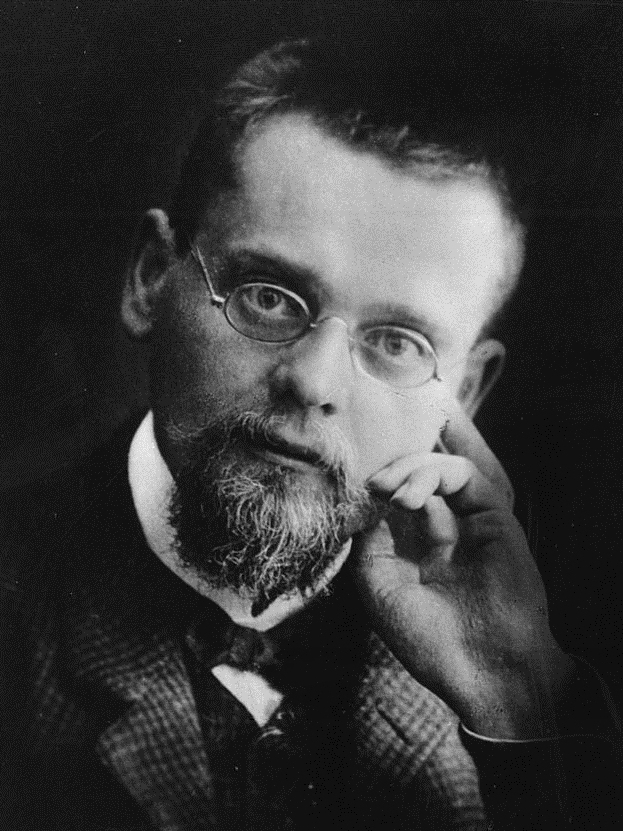
Ernst Zermelo c. 1900

Ernst Friedrich Ferdinand Zermelo (Berlijn, 27 juli 1871 - Freiburg im Breisgau, 21 mei 1953) was een Duits wiskundige en filosoof.
Hij is de grondlegger van de axiomatische verzamelingenleer. In 1922 verbeterden Fraenkel en Skolem onafhankelijk van elkaar Zermelo's axiomastelsel. Het resultaat staat tegenwoordig bekend als de axioma's van Zermelo-Fraenkel.

## Biografie
Na het voltooien van het Berlijnse Luisenstädtisches Gymnasium, studeerde hij wiskunde, natuurkunde en filosofie aan de universiteiten van Berlijn, Halle en Freiburg. Hij haalde zijn doctoraat in 1894 aan de Universiteit van Berlijn met een dissertatie over de variatierekening (Untersuchungen zur Variationsrechnung). Zermelo bleef aan de Universiteit van Berlijn verbonden, waar hij tot assistent van Max Planck werd benoemd, onder wiens invloed hij hydrodynamica begon te studeren. In 1897 vertrok Zermelo naar Göttingen, op dat moment het belangrijkste centrum van wiskundig onderzoek, waar hij in 1899 zijn habilitatie voltooide.
Toen Zermelo in 1910 tot voorzitter van de wiskundefaculteit aan de Universiteit Zürich werd benoemd, verliet hij Göttingen. In 1916 nam hij in Zürich ontslag. In 1926 werd hij in een ere-leerstoel aan de Universiteit van Freiburg benoemd. Omdat hij zich niet met het Nazi-regime kon verenigen, nam hij daar in 1935 ontslag. Aan het einde van Tweede Wereldoorlog werd Zermelo op eigen verzoek weer in zijn ere-leerstoel in Freiburg hersteld.

## Onderzoek in de verzamelingenleer
Tijdens de Parijse conferentie van het Internationaal Wiskundecongres, daagde David Hilbert de wiskundige gemeenschap uit met zijn beroemde problemen van Hilbert, een lijst van 23 onopgeloste fundamentele vragen die de wiskunde waarvan Hilbert hoopte dat deze in de 20e eeuw zouden worden opgelost. Het eerste van deze problemen was de zogenaamde continuümhypothese, een probleem uit de verzamelingenleer dat in 1878 door Georg Cantor werd geformuleerd. Tijdens zijn uiteenzetting wees Hilbert tevens op de noodzaak de welordeningsstelling te bewijzen.
Zermelo begon onder Hilberts invloed aan de problemen van de verzamelingenleer te werken. In 1902 publiceerde hij zijn eerste werk over het optellen van transfiniete kardinalen. Tegen die tijd had hij ook de zogenaamde Russell-paradox ontdekt. In 1904 slaagde hij er in de eerste stap te zetten in de richting van de continuümhypothese toen hij de welordeningsstelling bewees (elke verzameling kan wel geordend worden). 
Dit resultaat bracht Zermelo grote faam. Hij werd in 1905 tot hoogleraar in de wiskunde benoemd aan de Universiteit van Göttingen. Zijn bewijs van de welordeningsstelling, op basis van het machtsverzamelingsaxioma en het keuzeaxioma, werd niet door alle wiskundigen aanvaard, vooral omdat het keuzeaxioma een paradigma van de niet-constructieve wiskunde was. In 1908 slaagde Zermelo er in een verbeterd bewijs te geven dat gebruik maakte van Dedekinds notie van de "keten" van een verzameling, dat meer werd geaccepteerd; dat was vooral omdat hij in hetzelfde jaar ook een axiomatisering van de verzamelingenleer opstelde.
Zermelo begon de verzamelingenleer in 1905 te axiomatiseren. In 1908 publiceerde hij zijn resultaten, de Zermelo-verzamelingenleer, hoewel hij er niet in geslaagd was om de consistentie van het door hem opgestelde axiomatische systeem te bewijzen.
In 1922 verbeterden Adolf Fraenkel en Thoralf Skolem onafhankelijk van elkaar Zermelo's axiomasysteem. Het resulterende, uit 10 axioma's bestaande systeem, dat nu bekendstaat als de Zermelo-Fraenkel axioma's (ZF), is nu het meest gebruikte systeem voor de axiomatische verzamelingenleer.

## Werken
- (de)  Untersuchungen zur Variations-Rechnung, Gustav Schade (Otto Francke), Berlijn 1894 (Dissertatie)
- (de)  Zur Theorie der kürzesten Linien, Jahresbericht der DMV 11, 1902, blz. 184–187
- (de)   mit Hans Hahn: Weiterentwickelung der Variationsrechnung in den letzten Jahren, Encyklopädie der mathematischen Wissenschaften Band 2 (Analysis), 1904, blz. 626–641
- (de)  Beweis, daß jede Menge wohlgeordnet werden kann, Mathematische Annalen 59, 1904, blz. 514–516
- (de)  Neuer Beweis für die Möglichkeit einer Wohlordnung, Mathematische Annalen 65, 1908, blz. 107–128
- (de)  Untersuchungen über die Grundlagen der Mengenlehre. I, Mathematische Annalen 65, 1908, blz. 261–281
- (de)  Die Berechnung der Turnier-Ergebnisse als ein Maximumproblem der Wahrscheinlichkeitsrechnung, Mathematische Zeitschrift 29, 1929, blz. 436–460
- (de)  Über Grenzzahlen und Mengenbereiche (PDF-bestand, 1,5 MB), Fundamenta Mathematicae 16, 1930, blz. 29–47